# Beaufort (Lussemburgo)
Beaufort (lussemburghese: Beefort, tedesco: Befort) è un comune del Lussemburgo orientale. Fa parte del cantone di Echternach e del distretto di Grevenmacher.
Nel 2005, la città di Beaufort, capoluogo del comune, aveva una popolazione di 1 366 abitanti. Le altre località del comune sono Dillingen e Grundhof.
Il castello di Beaufort è stato costruito nel XII secolo e successivamente è stato restaurato dal governatore di Lussemburgo Ernst von Mansfeld nel XVI secolo.